# Cançó de bressol

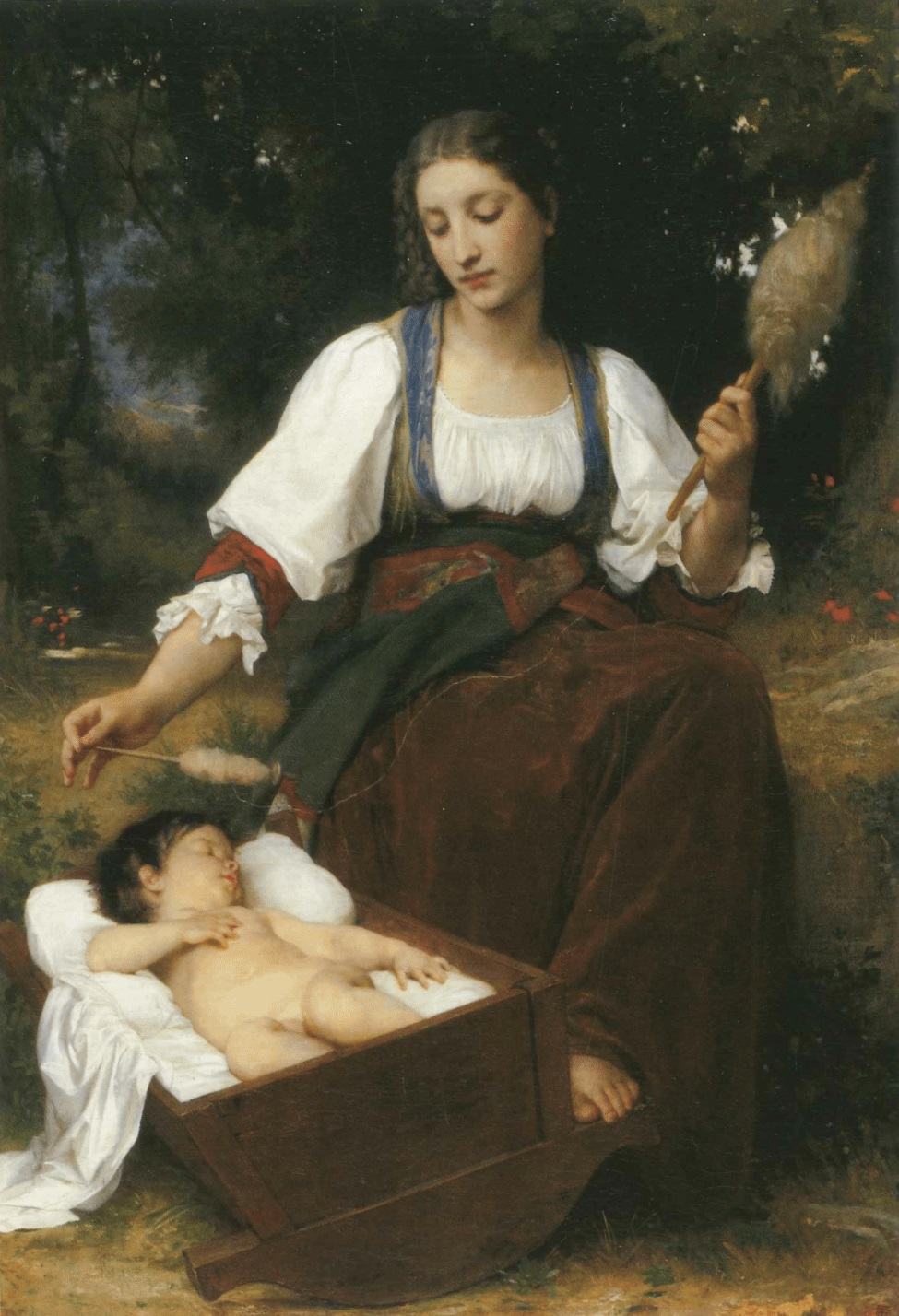
Berceuse, de William-Adolphe Bouguereau (s.XIX)

Una cançó de bressol o de bres, dita també noninó a les Balears, és una cançó suau destinada a fer dormir un infant. El fet de cantar una melodia mentre es gronxa suaument un infant, perquè es relaxi i s'adormi plàcidament, és un costum molt arrelat en pràcticament totes les cultures i a totes les èpoques, com ho demostren la gran quantitat de cançons de bressol arreu del món.

## Cançons de bressol en la música tradicional
El repertori tradicional català conté un bon nombre de cançons de bressol. Algunes són petites cantarelles que les mares cantaven a mitja veu mentre gronxaven el bressol o amanyagaven el nadó, però n'hi ha d'altres que contenen algunes de les melodies més inspirades del nostre cançoner, com ara El Noi de la Mare, El cant dels ocells o El poder del cant. Algunes d'aquestes cançons s'han popularitzat com a nadales pel fet que la Mare de Déu canta al nen Jesús per fer-lo dormir.

### Cançó de bressol popular del País Valencià
Non-non, xixet,

ha caigut un baquet,

s'ha trencat la cameta

i ara està coixet.

Non-non, xixet,

el xixet se n'ha anat

i el xiquet ha restat.

### Cançó de bressol popular de les Balears
Noninó li diu sa mare,

noninó an es petitó;

noninó com lo gronxava,

noninó, noninó.

### Vou, veri, voucançó de bressol popular de les Balears[4]
Horabaixa post es sol

plorinyava l'infantó;

no ploreu, angelet, no,

que mumareta no ho vol.

Noninó, noninó,

una engronsadeta

pes nin petitó.

## Unesberceusesclàsssiques
Alguns músics reconeguts de tots els temps han compost belles cançons de bressol que formen part del repertori clàssic. Unes de les més populars és el Wiegenlied Op. 49 núm. 4 de Johannes Brahms, que és la melodia que sona en molt ginys per a nadons. Brahms la va dedicar al fill de la soprano Bertha
Faber, de la qual era enamorat.
Summertime, amb llettra de DuBose Heyward i Ira Gershwin i cantat per Abbie Mitchell, és el primer tema de l'òpera Porgy and Bess de George Gershwin, composta el 1935. És una cançó de bressol, de les méspopular de la qual el  2023 ja n'hi havia més de vuitanta mil versions. De les més conegudes hi ha la versió de Sidney Bechet (1939), Billie Holiday (1936), de Charlie Parker ( 1949) fins al pop i folk. La versió de Louis Armstrong i Ella Fitzgerald (1958) és «la versió absoluta». Janis Joplin la va reprendre el 1968. Va ser traduïda al català per Jesús Lana.
Berceuse és la paraula francesa, títol d'altres cançons de bressols clàssiques. Aquest és el cas de la «Berceuse Op.57 en Re b major», de Frédéric Chopin, que és una cançó de bressol en forma de variacions. Un altre exemple és la «Berceuse sur le nom de Fauré» de Maurice Ravel o la de l'Ocell de foc d'Ígor Stravinski.
Cançons com «Nin non» de Lluís Llach o «Bona nit» d'Els Pets en són una bona mostra en la música catalana.